# تلفزيون سوني بيكتشورز
تلفزيون سوني بيكتشورز (بالإنجليزية: Sony Pictures Television Inc)‏. (أو فقط SPT ) هي استوديوهات إنتاج تلفزي أمريكي، تأسست في عام 2002 كخليفة «لكولومبيا تريستار Television». يقع مقرها في مدينة كولفر، وهي قسم من شركة سوني بيكتشرز إنترتينمنت التي بدورها تعتبر جزءا تابعا لشركة سوني اليابانية (فندق حزبي) .

## روابط خارجية
- تلفزيون سوني بيكتشورز على موقع IMDb (الإنجليزية)